# Simon macskája
A Simon macskája (Simon's Cat) brit animációs sorozat, amelyet Simon Tofield készített. Magyarországon a Comedy Central Family vetítette.

## Cselekmény
A sorozat főszereplője egy fehér színű kandúr macska, aki változatos kalandokba keveredik és többek között egyre ravaszabb taktikákkal próbálja rávenni a gazdáját arra, hogy etesse őt.

## Története
2009 januárjában bejelentették, hogy könyv készül a sorozatból, az első pár epizód sikere alapján. A könyv 2009. október 1.-jén jelent meg. Több egyéb országban is megjelent, és folytatások is készültek. 
2012 júniusában a Walt Disney Animation Studios rövidfilmeket készített a Simon macskájából, a Daily Mirrorben pedig egy ilyen című képregény is futott 2011-től 2013-ig. 2015 augusztusában az Endemol UK részesedést szerzett a Simon macskájában. 2016 májusában a Szezám utcával szövetkeztek.
2017-ben és 2018-ban játékok készültek a Simon macskájából.
Tofield már 13 évnyi tapasztalattal rendelkezett reklámfilmek készítésében, az első rövidfilmet azért hozta létre, hogy tanulja az Adobe Flash használatát. Az ötlet négy macskájától: Teddytől, Hugh-tól, Jess-től és Maisie-től származott, de a fő inspirációja Hugh.